# 二条為藤
二条 為藤（にじょう ためふじ）は、鎌倉時代の公卿、歌人。
二条為世の次男。歌人として『続後拾遺和歌集』の選者となったが、完成前に死去した。

## 官歴
『公卿補任』による。
- 弘安9年（1286年）1月5日 - 従五位下
- 正応2年（1289年）7月16日 - 侍従
- 正応3年（1290年）6月18日 - 従五位上
- 正応6年/永仁元年（1293年）
  - 1月5日 - 正五位下
  - 4月8日 - 左近衛少将
- 永仁2年（1294年）
  - 7月2日 - 従四位下
  - 12月24日 - 左近衛少将に再任
- 永仁6年（1298年）
  - 11月14日 - 丹波介を兼ねる
  - 11月19日 - 従四位上
- 永仁7年（1299年）4月12日 - 左近衛中将
- 正安2年（1300年）1月5日 - 正四位下
- 徳治2年（1307年）4月3日 - 右兵衛督、蔵人頭
- 延慶元年（1308年）
  - 12月10日 - 参議
  - 12月22日 - 従三位
- 応長元年（1311年）3月30日 - 駿河権守を兼ねる
- 正和2年（1313年）8月7日 - 参議を辞任
- 文保元年（1317年）
  - 2月5日 - 正三位
  - 3月27日 - 参議に再任
  - 12月22日 - 権中納言
- 文保2年（1318年）
  - 3月22日 - 従二位
  - 8月2日 - 侍従を兼ねる
- 元亨元年（1321年）1月5日 - 正二位
- 元亨4年（1324年）
  - 月日不詳 - 中納言
  - 7月17日 - 死去

## 系譜
- 父：二条為世（1250-1338）
- 母：賀茂氏久娘
- 妻：吉田経長娘
  - 男子：二条為明（1295-1364）
- 生母不明の子女
  - 男子：二条為清
  - 男子：二条為忠